# Львівський ліцей
Львівський ліцей — загальноосвітній навчальний заклад у Львові проміжного (між середньою і вищою школою) типу, заснований на базі ліквідованого австрійським урядом наприкінці 1805 львівського Йосифинського університету (див. Львівський національний університет). Мав відділи філософії, права, богослов'я і хірургії, на них щороку навчалось від 500 до 800 студентів, переважно дітей шляхти, духовенства і купецтва. Термін навчання на відділах філософії і хірургії тривав 2 роки, на відділах права і богослов'я — 3 роки. Викладання відбувалося за обов'язковими підручниками, укладеними на принципах, дещо відмінних від йосифинських просвітницьких засад: у них більше уваги зверталося на релігійне і моральне виховання. З колишніх університетських навчальних планів було вилучено філологічні дисципліни. На відміну від університетського статуту статут ліцею не передбачав виборність деканів і надання докторських ступенів для правників і медиків. Навчальний рік починався урочистим молебнем. Керівництво ліцеєм здійснював сенат у складі директорів студій на чолі з ректором (ректора обирали щороку, переважно з числа урядовців). Викладачами Л.л. працювали, зокрема: М.-М.Гриневецький, І. В. Лаврівський, Ю.Гіттнер, Ф.Захаріясевич, К.Краус, Ю.Маусс, А.Радкевич, Й.Рорер. Один з вихованців ліцею — Ф.Краус — став міністром у Відні, ін. — Я.Куллік — професором Карлового університету. Структурним підрозділом ліцею була бібліотека (керівники: Х.Бретшнайдер, М.Фігер, М.Куральт, Т.Вучіч). З ним організаційно була пов'язана станова академія, яка, однак, була незалежною від його керівництва. 1817 реорганізований в університет Франца I.